# یکسوساز دقیق
یکسوساز دقیق (به انگلیسی: precision rectifier) پیکربندی به دست آمده با یک تقویت‌کننده عملیاتی به‌منظور داشتن یک مداری مانند یک دیود و یکسوساز ایدئال است.
یکسوساز دقیق مبتنی‌بر آپ‌اَمپ را نباید با دیود ایدئال یکسوسازی فعال مبتنی‌بر ماسفت قدرت اشتباه گرفته شود.

## مدار پایه

یک مدار یکسوساز دقیق ساده

مدار اصلی پیاده‌سازی چنین مداری با آن ویژگی در سمت راست نشان داده شده است، که در آن {\displaystyle R_{\text{L}}} می‌تواند هر باری باشد. هنگامی که ولتاژ ورودی منفی است، ولتاژ منفی روی دیود وجود دارد، بنابراین دیود مانند یک مدار باز عمل می‌کند، جریانی از بار عبور نمی‌کند و ولتاژ خروجی صفر است. هنگامی که ورودی مثبت است، توسط تقویت‌کننده عملیاتی تقویت می‌شود که دیود را روشن می‌کند. جریان از بار عبور می‌کند و به دلیل بازخورد، ولتاژ خروجی برابر با ولتاژ ورودی است.
آستانه واقعی اَبَر دیود بسیار نزدیک به صفر است، اما صفر نیست. برابر است با آستانه واقعی دیود، تقسیم بر بهره تقویت‌کننده عملیاتی.
این پیکربندی اولیه مشکل دارد، بنابراین معمولاً استفاده نمی‌شود. هنگامی که ورودی (حتی اندکی) منفی می‌شود، تقویت‌کننده عملیاتی به صورت حلقه-باز راه‌اندازی می‌شود، زیرا هیچ سیگنال بازخوردی از طریق دیود وجود ندارد. برای یک تقویت‌کننده عملیاتی معمولی با بهره حلقه-باز بالا، خروجی اشباع می‌شود. اگر ورودی دوباره مثبت شود، آپ امپ باید از حالت اشباع خارج شود قبل از اینکه تقویت مثبت دوباره انجام شود. این تغییر مقداری حلقه‌زنی ایجاد می‌کند و مدتی طول می‌کشد و پاسخ فرکانسی مدار را تا حد زیادی کاهش می‌دهد.

## مدار بهبودیافته

مدار یکسوساز دقیق بهبود یافته.

یک نسخه جایگزین در سمت راست آورده شده است. در این حالت، وقتی ورودی بزرگتر از صفر است، D1 خاموش و D2 روشن است، بنابراین خروجی صفر است زیرا انتهای دیگر {\displaystyle R_{2}} به زمین مجازی متصل است و جریانی از {\displaystyle R_{2}} عبور نمی‌کند. وقتی ورودی کمتر از صفر است، D1 روشن و D2 خاموش است، بنابراین خروجی مانند ورودی با تقویتِ {\textstyle -R_{2}/R_{1}} است. رابطه ورودی و خروجی آن به شرح زیر است:
این مدار این مزیت را دارد که اپ‌اَمپ هرگز به حالت اشباع نمی‌رود، اما خروجی آن باید با دو اُفت ولتاژ دیود (حدود ۱٫۲ ولت) هر بار که سیگنال ورودی از صفر عبور می‌کند، تغییر کند. از این رو، نرخ چرخش تقویت‌کننده عملیاتی و پاسخ فرکانسی آن (حاصل‌ضرب بهره در پهنای‌باند) کارایی فرکانس بالا را، به ویژه برای سطوح سیگنال پایین، محدود می‌کند، اگرچه خطای کمتر از ۱٪ در ۱۰۰ کیلوهرتز امکان‌پذیر است.
مدار مشابهی را می‌توان برای ایجاد یک مدار یکسوساز تمام‌موج دقیق استفاده کرد.

## آشکارساز پیک
با کمی تغییر، می‌توان از یکسوساز دقیق اولیه برای آشکارسازی پیک‌های سطح سیگنال استفاده کرد. در مدار زیر، یک خازن سطح ولتاژ پیک سیگنال را حفظ می‌کند و یک سوئیچ برای تنظیم مجدد سطح شناسایی شده استفاده می‌شود. هنگامی که Vin ورودی از Vc (ولتاژ در خازن) بیشتر می‌شود، دیود بایاس مستقیم می‌شود و مدار به ولتاژ پیرو (به انگلیسی: voltage follower) تبدیل می‌شود. در نتیجه، ولتاژ خروجی Vo تا زمانی که Vin از Vc بیشتر باشد از Vin پیروی می‌کند. وقتی Vin به کمتر از Vc می‌افتد، دیود بایاس معکوس می‌شود و خازن شارژ را نگه می‌دارد تا زمانی که ولتاژ ورودی دوباره به مقداری بیشتر از Vc برسد.